# 삼성 나들목
삼성 나들목(Samseong IC)는 충청북도 음성군 삼성면 양덕리에 설치된 중부고속도로의 34-1번 교차로이다. 하이패스 전용 나들목이기 때문에 삼성 하이패스 나들목이라고도 불리며, 2016년 12월 20일에 개통되었다. 음성휴게소를 통해 진출입이 가능하며, 지방도 제329호선을 통해 삼성면으로 진출할 수 있다. 청주방향 진입 시 음성휴게소(청주방향)로 바로 진입할 수 있다.

## 연혁
- 2015년 11월 27일 : 2016년 12월까지 음성 하이패스 나들목 설치를 위해 충청북도 음성군 삼성면 양덕리 1.9km 구간 도로구역 변경[1]
- 2016년 12월 20일 : 통영 기점 298.55 km 위치 음성휴게소 내에 삼성 나들목으로 하이패스 나들목 개통[2][3]
- 2017년 11월 24일 : 나들목 진출입로의 도로관리청 이관(한국도로공사 → 충청북도, 음성군) 및 하남 방향 진출입로 위치 변경을 위해 음성군 삼성면 양덕리 1.9km 구간 도로구역 변경[4]

## 구조물 정보
- 위치 : 충청북도 음성군 삼성면 양덕리, 용성리
- 영업소: 충청북도 음성군 삼성면 금일로 1101-71 / 충청북도 음성군 삼성면 중부고속도로 52-1

## 접속하는 도로
- 지방도 제329호선 (금일로)

## 교통량 정보
| 요금소        | 통행량 (대/일) | 통행량 (대/일) | 통행량 (대/일) | 통행량 (대/일) | 각주  |
| 요금소        | 2016년         | 2017년         | 2018년         | 2019년         | 각주  |
| ------------- | -------------- | -------------- | -------------- | -------------- | ----- |
| 삼성 (폐쇄식) | 635            | 1,085          | 1,459          | 1,705          | [ 5 ] |